# 有楽町朝日ホール
有楽町朝日ホール（ゆうらくちょうあさひホール）は、東京都千代田区有楽町の有楽町センタービル（通称：有楽町マリオン）にある多目的ホール。

## 概要
1984年に、旧朝日新聞社東京本社の跡地に有楽町マリオンが完成したと同時にオープン。主に映画の試写会やシンポジウム、朝日名人会などが行われている。客席数はイベントによって異なるが、最大776席収容できる。ホールのほかに会議室やギャラリーもある。
将棋の朝日杯将棋オープン戦では、会議室で準決勝・決勝の公開対局が、ホールで大盤解説会が行われるのが恒例となっていた。しかし2018年2月17日に行われた第11回は、準決勝で羽生善治対藤井聡太の対局となったことで大入りが予想されたために会場構成が変更され、ホールで羽生対藤井の準決勝及び決勝を、ギャラリーで準決勝のもう一局の広瀬章人対久保利明戦の公開対局をそれぞれ行い、大盤解説会は会議室での実施となった。2019年2月16日に行われた第12回でも藤井の進出決定によりほぼ同様の構成（準決勝は2局ともホールで実施に変更）となった。
徹子の部屋は1991年3月18日から22日までの「15周年記念週間」は同ホールで収録が行われゲストは久米宏、ミヤコ蝶々、杉良太郎、明石家さんま、山田五十鈴。